# مؤسسه اخترزیست‌شناسی ناسا

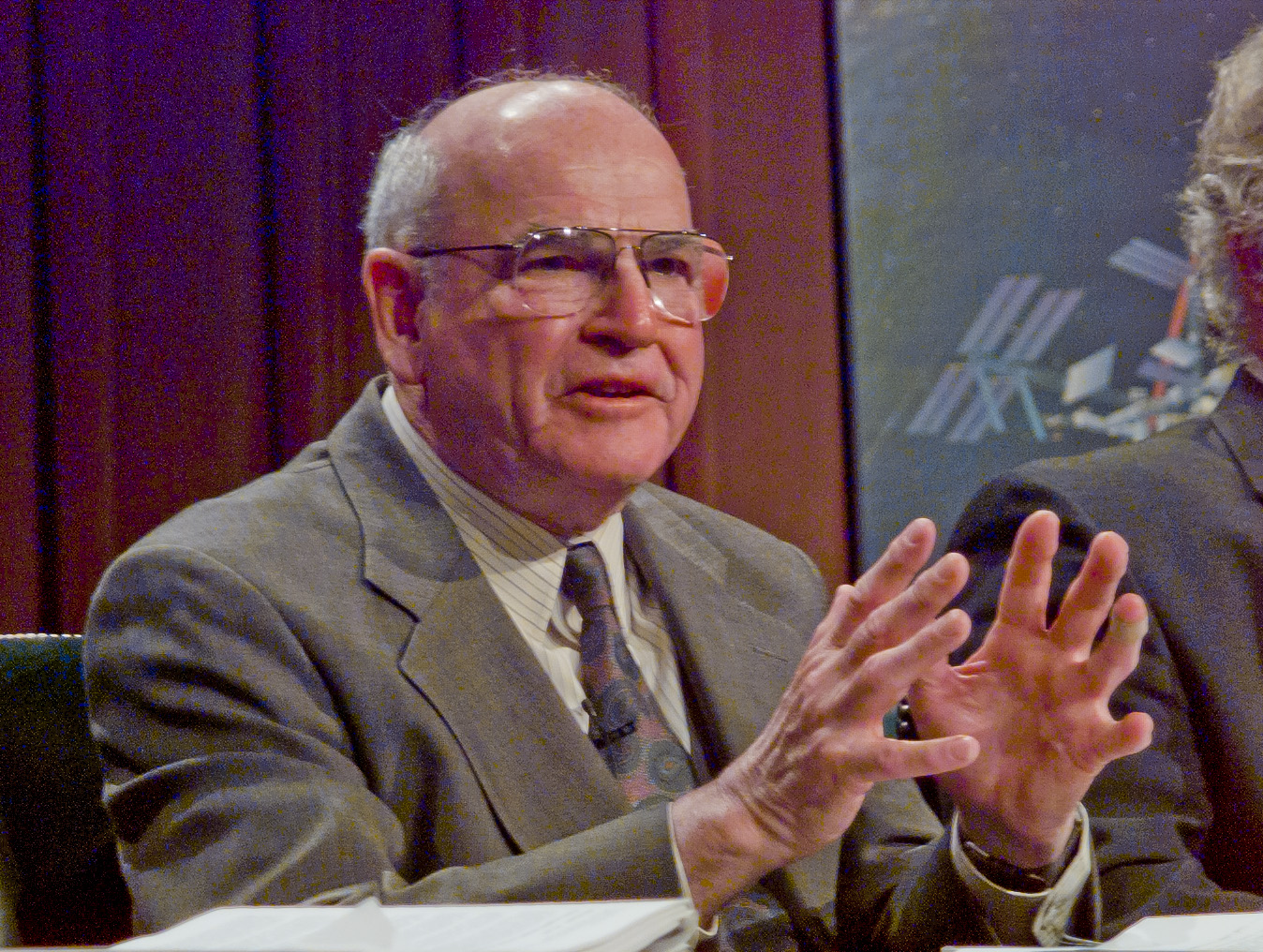
دکتر باروخ بلومبرگ اولین مدیر موسسه اختر زیست شناسی ناسا

مؤسسهٔ اخترزیست‌شناسی ناسا (به انگلیسی: NASA Astrobiology Institute) مؤسسه‌ای مجازی و میان‌رشته‌ای است که در سال ۱۹۹۸ میلادی به دست ناسا برای گسترش زمینه‌های اخترزیست‌شناسی و پدیدآوردن چارچوبی بر پایهٔ نگرش‌های دانشی (علمی)؛ برای نیازمندی‌های پروژه‌های فضائی ناسا در این زمینه، با بودجهٔ ۹ میلیون دلار پایه‌گذاری شد. باروخ ساموئل بلومبرگ برندهٔ جایزهٔ نوبل فیزیولوژی و پزشکی نخستین مدیر عامل این مؤسسه بود.
بررسی جستار زیست فرازمینی پیش از این بارها در دستور کار ناسا قرار داشته ولی ناکامی‌های وایکینگ ۱ و وایکینگ ۲ در ۱۹۷۶ در پیدا کردن سر نخ‌های تازه در زمینه زیست فرازمینی، درخواست تأمین بودجه برای این رشته را برای ناسا دشوارتر کرد. توجه دوباره همگانی به جستار زیست فرازمینی؛ پس از انتشار یافته هائی در شهاب‌سنگ مریخی آلن هیلز ۸۴۰۰۱، راه‌اندازی این مؤسسه مجازی اخترزیست‌شناسی برای از سرگیری این بررسی‌ها برای ناسا دوباره برای مدتی فراهم شد.
در نهایت، در دسامبر ۲۰۱۹ فعالیت‌های این مؤسسه به‌حال تعلیق درآمد و انحلال آن اعلام شد.